# Моравский, Станислав
Стани́слав Мора́вский (Станислав Иванович Моравский; пол. Stanisław Morawski; 22 июня (по другим сведениям 22 июля) 1802, Мицкуны под Вильной — 6 октября 1853, имение Устроне) — польский и литовский писатель, мемуарист, врач.

## Биография
В 1818—1823 годах изучал медицину в императорском Виленском университете; ученик профессора Йозефа Франка. Получил звание доктора медицины. Состоял в тайных студенческих обществах: с 1819 года — член общества мыслящей молодёжи (псевдоним Патрокл), с 1820 года — член Союза друзей и член-корреспондент общества филаретов. По семейной традиции состоял в масонской ложе «Усердный литвин» („Litwin Gorliwy”). Следствия по делу филоматов избежал. 

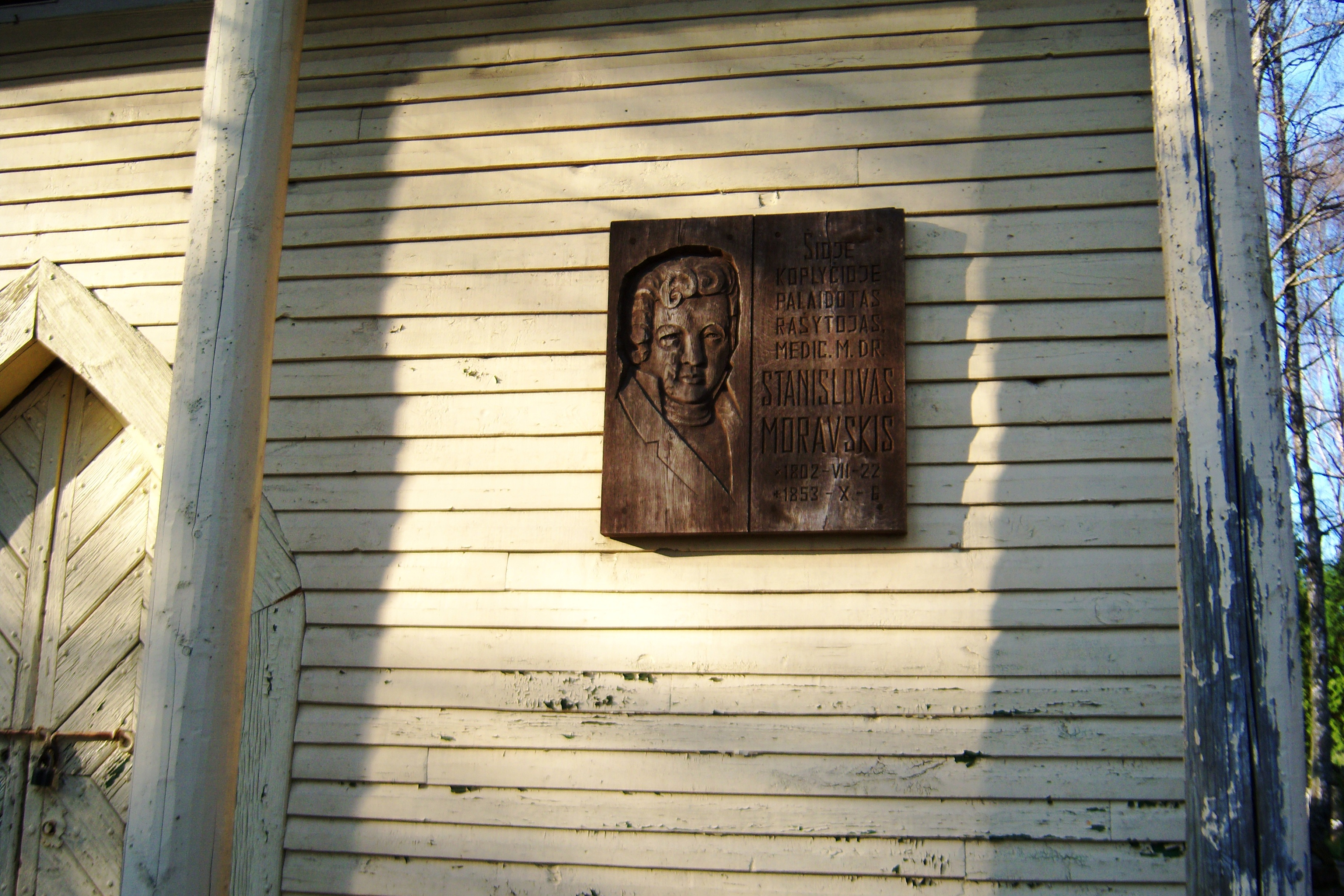
Памятная доска на часовне в Немюнай

В 1827, 1829—1838 годах жил в Санкт-Петербурге, где общался с Адамом Мицкевичем, подружился с художниками Александром Орловским и Юзефом Олешкевичем, познакомился с А. С. Пушкиным, бывал в салоне Марии Шимановской. В Париже в 1833 году вновь встретился с Адамом Мицкевичем. 
После смерти отца в 1838 году обосновался в имении Устроне (ныне в деревне Юнделишкес Бирштонского самоуправления), где писал мемуары. В 1845—1846 годах жил в Варшаве. Жизнь закончил в Устроне. Был похоронен в часовне Немонюнах в Трокском уезде (ныне деревня Немаюнай Бирштонского самоуправления).

## Творчество
Помимо работ по медицине писал сатирические стихи, драматические произведения, мемуары. Автор историко-географического очерка «От Мереча до Ковна» „Od Merecza do Kowna”, опубликованный в альманахе Адама Киркора „Teka Wileńska”. 
Литературные достоинства его сочинений были признаны после посмертного издания его мемуаров „Kilka lat młodości mojej w Wilnie 1818–1825” (1924), „W Petersburgu 1827–1838” (1928), „Szlachta-bracia. Wspomnienia, gawędy, dialogi 1802–1850” (1930), отличающихся юмором и наблюдательностью. В воспоминаниях Моравский изображаются нравы и настроения польской шляхты Литвы, говорится о многих выдающихся деятелях его эпохи, в том числе о виленском и петербургском окружении Мицкевича.

## Издания
- Morawski, Stanisław. Kilka lat młodości mojej w Wilnie (1818-1825) / Opracowali i wstępem poprzedzili Adam Czartkowski i Henryk Mościcki. — Warszawa: Instytut Wydawniczy „Biblioteka Polska”, 1924.
- Morawski, Stanisław. W Peterburku 1827-1838. Wspomnienia Pustelnika i Koszałki Kobiałki. Z 18 miedziorytami / Wydali Adam Czartkowski i Henryk Mościcki. — Poznań: Wydawnictwo Polskie, 1927.
- Morawski, Stanisław. Szlachta-bracia. Wspomnienia, gawędy, dialogi (1849-1850) / Wydali Adam Czartkowski i Henryk Mościcki. — Poznań: Wydawnictwo Polskie R. Wegnera, 1929.
- Morawski, Stanisław. Z wiejskiej samotni. Listy do Heleny i Franciszka Malewskich / Opracował Zbigniew Sudolski. — Warszawa: PIW, 1981.
- Moravskis, Stanislovas. Keleri mano jaunystės metai Vilniuje: atsiskyrėlio atsiminimai (1818-1825) / iš lenkų k. vertė R. Griškaitė, eil. tekstus vertė R. Koženiauskienė. — Vilnius: Mintis, 1994. — 474 с.
- Moravskis, Stanislovas. Nuo Merkinės iki Kauno : atsiskyrėlio gavenda = Od Merecza do Kowna / Reda Griškaitė, sudarymas, vertimas iš lenkų kalbos, įvadinis straipsnis, komentarai ; Regina Koženiauskienė, vertimas iš lotynų kalbos, eiliuotų tekstų vertimas; Evelina Agota Vitkutė, vertimas iš prancūzų kalbos; Vladas Vitkauskas, fotografijos. — Vilnius: Logotipas, 2009. — 623 с.
- Моравский, Станислав. В Петербурге. 1827—1838. // Поляки в Петербурге в первой половине XIX века.— М.: НЛО, 2010. С. 479-618.